# Нижнее Любине
Нижнее Любине (также Доне Любине; серб. Доње Љубиње / Donje Ljubinje; алб. Lubinjë e Poshtme) — село в южной Метохии. Относится к общине Призрен Призренского округа как по административно-территориальному делению автономного края Косово и Метохия (в составе Сербии), так и по административно-территориальному делению частично признанной Республики Косово.

## Общие сведения
Численность населения по данным на 2011 год — 1 227 человек (из них мужчин — 609, женщин — 618).
Село Нижнее Любине расположено в исторической области Средска Жупа, жители села — представители исламизированной южнославянской этнической группы средчан (жуплян), относящие себя в основном к боснийскому этносу — в переписи 2011 года 1 178 человек указали своей национальностью боснийскую, 5 человек — албанскую. В качестве родного языка жители села Нижнее Любине указали боснийский (1 195 человек), сербский (18 человек) и албанский (1 человек). Гражданами Косова согласно переписи 2011 года является абсолютное большинство жителей села — 1 225 человек. Все жители села Нижнее Любине — мусульмане.
Динамика численности населения в селе Нижнее Любине с 1948 по 2011 годы:
| Численность населения | Численность населения | Численность населения | Численность населения | Численность населения | Численность населения | Численность населения |
| 1948                  | 1953                  | 1961                  | 1971                  | 1981                  | 1991                  | 2011                  |
| --------------------- | --------------------- | --------------------- | --------------------- | --------------------- | --------------------- | --------------------- |
| 734                   | 804                   | 854                   | 1238                  | 1506                  | 1775                  | 1227                  |

В 2004 году в селе было открыто отделение культурно-просветительского общества «Болгарские мусульмане» («Български мухамедани»).

## Географическое положение
Село Нижнее Любине расположено на северных склонах горного массива Шар-Планина в пяти километрах к северу от границы с Македонией. Ближе всего к селу Нижнее Любине располагается средчанское село Верхнее Любине (приблизительно в одном километре к северу), также недалеко от села Нижнее Любине находится средчанское село Небрегоште — в четырёх километрах к северо-западу.

## Известные жители
В селе Нижнее Любине родился Мифтар Аджеми, в настоящее время работающий преподавателем в Призрене. Он является собирателем фольклора средчан Жупы. Аджеми издал книгу народных рассказов «Кажуење» («Рассказы») и книгу народных песен «Поање» («Песнопения»). Кроме того, он предложил свой вариант алфавита, названный им «нашиница» для своего родного средского говора и близких ему горанских говоров, которые местные жители называют «нашенские».